# Huibert Gerard Nahuys van Burgst
Huibert Gerard baron Nahuys van Burgst (Amsterdam, 28 maart 1782 – Prinsenhage, 12 januari 1858) was een Nederlands generaal-majoor en ridder in de Militaire Willems-Orde.

## Loopbaan

### Vroege loopbaan

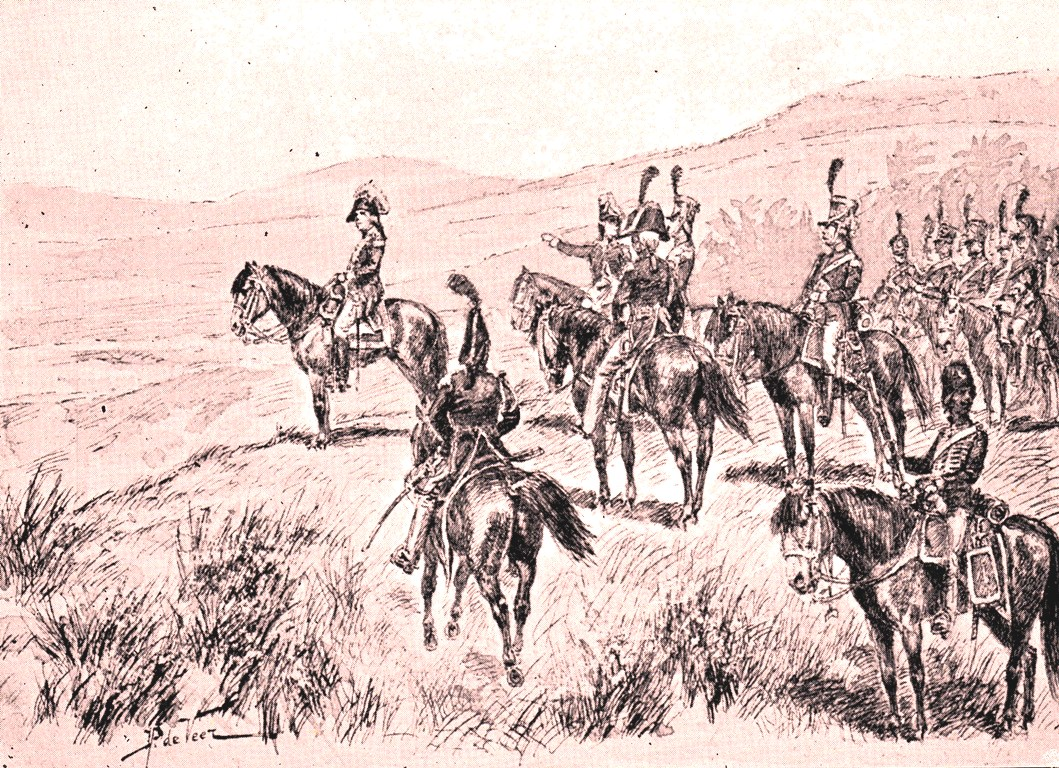
Daendels en zijn staf

Nahuys van Burgst promoveerde, hiertoe gestimuleerd door zijn zwager, R.J. Schimmelpenninck en de hoogleraren S. Gratama en J.M. Kemper op het proefschrift De effectu pactionum et transactionum in jure criminali tot doctor in de rechten. Hij was hierna werkzaam als advocaat bij het Hof van Holland en volgde vervolgens, toen zijn vader overleed deze op in diens praktijk. In 1805 vertrok hij als raad van financiën en domeinen met een missie naar Batavia; na vijf maanden kwam hij bij Kaap de Goede Hoop aan, dat toen door de Engelsen bezet was. Twee maanden later bereikte hij de Straat Soenda, van waar hij te Batavia aankwam. Inmiddels was de missie in opdracht van de regering van de heren C.Th. Elout en Van Grasveldt, die in Amerika waren aangekomen, en ook van Nahuys van Burgst door een wisseling van de regering in Nederland overbodig geworden. Nahuys van Burgst zou met beide heren naar Nederland terugkeren en begon aan deze reis, via Noord-Amerika. In de Golf van Biskaje werd zijn schip geënterd door de bemanning van een Engelse kaper en de bemanning mee naar Plymouth genomen. Nahuys van Burgst wist de belangrijke stukken die hij bij zich droeg geheim te houden en kreeg hiervoor later een getuigschrift van onder meer viceadmiraal Lucas. Anderhalf jaar later vernam de Nederlandse koning Lodewijk Napoleon over zijn gehouden gedrag en riep deze hem op naar Maastricht.
De koning gaf Nahuys van Burgst vervolgens de opdracht belangrijke papieren aan maarschalk H.W. Daendels op Java over te brengen. In maart 1809 vertrok hij naar Engeland en via Noord-Amerika naar Java, waar hij door Daendels werd benoemd tot commissaris en inspecteur der wegen en posterijen. Een jaar later werd hij benoemd tot administrateur der houtbossen van Java. Hij kreeg vervolgens de last met een inlandse macht de struikrovers in Midden en Oost-Java te bestrijden. In deze tijd bracht hij inlandse troepen bijeen en redde onder meer twee inlandse prinsen het leven. Toen gouverneur-generaal J.W. Janssens namens de Fransen optrad bood hij zijn diensten aan ter militaire assistentie tijdens de strijd tegen de Engelsen. Hij werd eerst bij de staf van brigadegeneraal Alberti geplaatst en na diens sneuvelen opgenomen in de staf van Janssens. Op de 24ste augustus 1811 was hij reeds vijf keer gewond geraakt; twee dagen later kreeg hij een schot door de arm en werd hij door de Engelsen krijgsgevangen gemaakt. Na de overgave aan de Engelsen gaven zowel generaal Janssens als brigadegeneraal H.M. de Kock, chef van de staf van de opperbevelhebber, zeer gunstige getuigenissen af van de werkzaamheden van Nahuys van Burgst had verricht tussen de 10de en de 26ste augustus.

### Verdere loopbaan in Europa

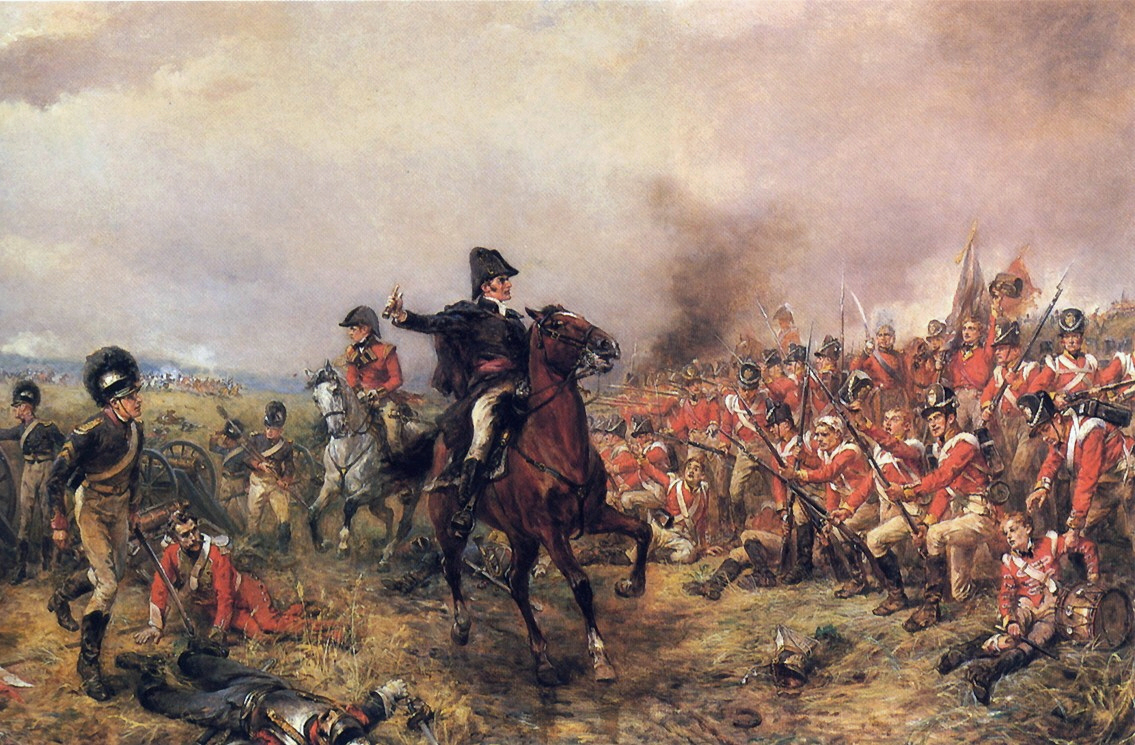
Nahuys van Burgst nam deel aan de strijd tegen Napoleon

Nahuys van Burgst werd voor zijn verdiensten door zijn chef en door de minister van koloniën bij keizer Napoleon voorgedragen voor het Legioen van Eer. Vanwege de staatkundige veranderingen verkreeg hij deze niet eerder dan tijdens koning Lodewijk Filips. Na enige tijd in Engelse gevangenschap te hebben doorgebracht werd hij overgebracht naar Bengalen, waar hij acht maanden verbleef. Hierna werd hij met enige officieren naar Engeland overgebracht, waar hij te Reading een woning deelde met generaal en vriend De Kock. Omdat Nahuys van Burgst een civiel ambtenaar was geweest kreeg hij toestemming naar Frankrijk te vertrekken en bereikte in november 1813 Parijs. Hij reisde vervolgens over Zwitserland naar Nederland en bood de regering aldaar zijn militaire diensten op eigen kosten aan. Eind 1814 kreeg hij de last als eerste souvereine commissaris van de vorst naar Java te vertrekken ter aankondiging van de komst van de Nederlandse troepen aldaar.
Hij leed echter schipbreuk met de Arinus Marinus, waarbij hij zo'n tegenwoordigheid van geest aan de dag legde dat hij van de souvereine vorst de opdracht kreeg alles te doen wat mogelijk was om de waardevolle lading te redden. Doordat Napoleon terugkeerde ging de missie naar Java uiteindelijk niet door. Nahuys van Burgst nam nu als onbezoldigd vrijwilliger dienst in het Nederlandse leger. Hij werd in de rang van majoor bij de staf van generaal D.H. Chassé geplaatst en raakte tijdens de veldslagen in 1815 opnieuw gewond; voor zijn verrichtingen werd hij door Chassé bij de prins van Oranje voorgedragen voor de Militaire Willems-Orde, die hij verkreeg bij Koninklijk Besluit van 22 oktober 1815 nummer 13. Dat was onder meer voor zijn gedrag op de 15de juni, toen Binche door de Pruisen was verlaten hij op eigen verzoek met een ordonnance naar die plaats reed om uit te zoeken of de vijand deze plaats reeds had verlaten. In het najaar van 1815 zou de eerste Nederlandse macht naar Indië vertrekken en Nahuys deed het aanbod om op eigen kosten vooruit te reizen om te zien of de zaken daar reeds op orde waren; hij richtte er verder hospitalen en kazernen op. Omdat hij deze taken zo uitstekend verricht had benoemden de drie commissarissen-generaal hem tot resident aan het hof van Jakarta

### Loopbaan in Nederlands-Indië

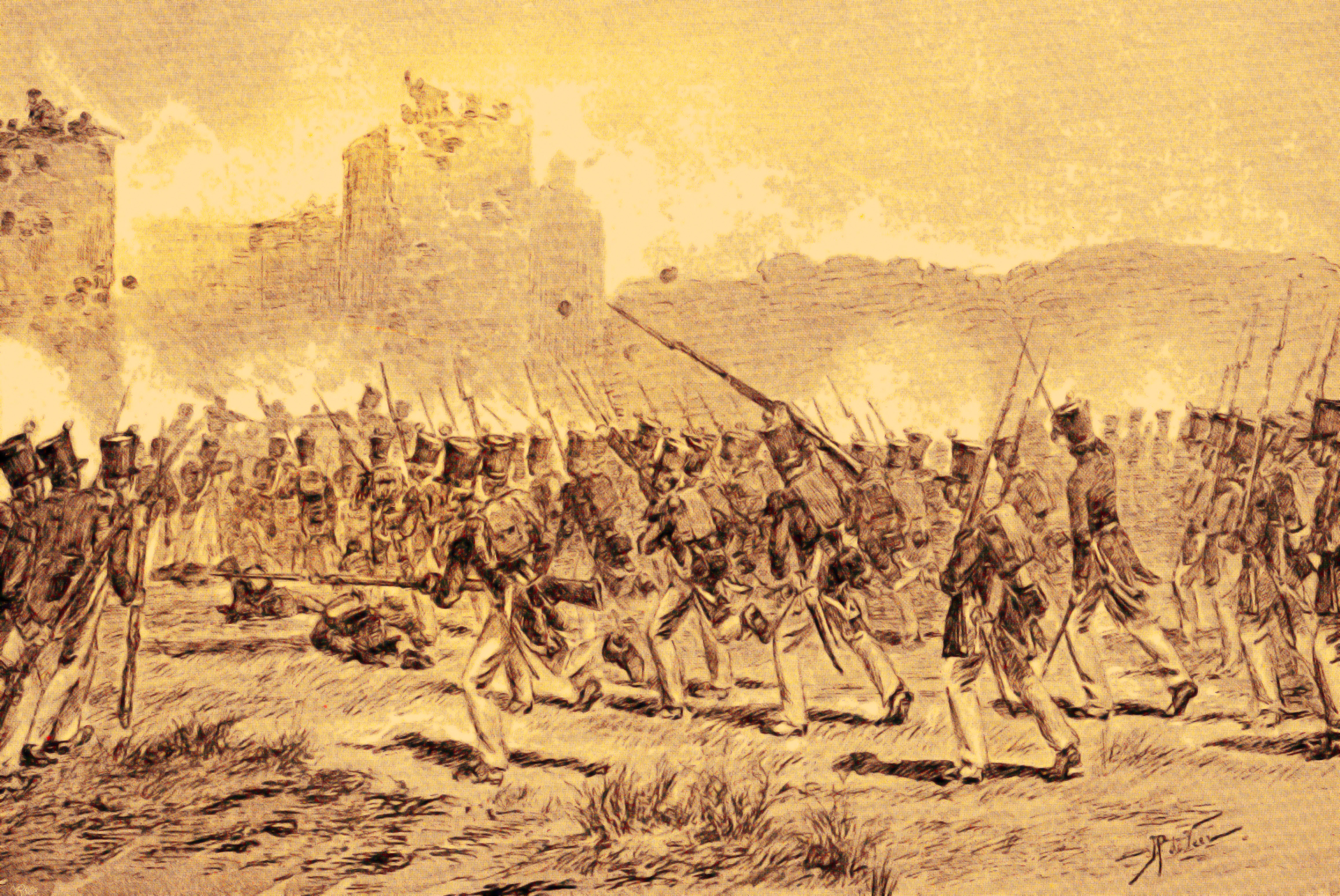
Nahuys van Burgst had een werkzaam aandeel in de Java-oorlog

Nahuys van Burgst bekleedde gedurende twee jaar deze betrekking en werd in 1818 benoemd tot commissaris van het gouvernement der kust van Borneo; in deze functie bezocht hij verschillende delen van Borneo en hervatte na afloop van zijn termijn zijn functie als resident aan het hof van Djokjakarta. In 1820 overleed de sultan van Soerakarta en gedurende tien dagen was Nahuys van Burgst belast met keizerlijke waardigheid, waarna de oudste zoon tot keizer werd uitgeroepen. Er ontstond echter verschil van mening tussen hem en de regering over de industrie van de Europeanen in de Vorstenlanden; deze was eerder sterk aangemoedigd en Nahuys van Burgst was er een groot voorstander van. Aangezien de regering tot het besluit kwam daaraan een einde te maken nam hij zijn ontslag en keerde terug naar Europa. Onderweg bezocht hij diverse plaatsen van de Indische Archipel; hij gaf later een reisverhaal in druk uit hierover, waarvan de tweede druk al direct uitverkocht was. Het reisverhaal was in de vorm van brieven, gericht aan generaal De Kock, waarin hij schreef: Als Nederlander doet het mij leed dat wij zelf niet Singapore uit de handen van de zeerovers gewrongen hebben in plaats van hen in het rustige bezit van eiland te hebben gelaten en wat wij nu de Engelsen betwisten. Van Sumatra's Westkust vertrok hij naar Bengalen, waar hij acht maanden verbleef en keerde vervolgens naar Europa terug. Intussen had de Nederlandse regering hem in het gelijk gesteld en de Europese planters hun rechten weer teruggegeven. Als dank voor zijn verrichtingen werd hij benoemd tot ridder in de Orde van de Nederlandse Leeuw en bevorderd tot kolonel.
In 1830 werd hij op zijn verzoek gepensioneerd en keerde naar Nederland terug. In 1836 ging hij voor de vijfde maal naar Indië als raad van Indië en generaal-majoor titulair, maar keerde in 1839 voorgoed naar Nederland terug. De laatste jaren bracht hij in rust op zijn kasteel Burgst onder Prinsenhage bij Breda door, waar hij op 12 januari 1858 overleed.
Generaal-majoor baron van Nahuys was commandeur in de orde van de Nederlandse Leeuw, ridder der Militaire Willems-Orde en van het Legioen van Eer; de O. Raad van Nederlands Indie en voormalig resident en commissaris van de Hoven van de keizer van Soerakarta en de sultan van Djokjakarta.
Hij was de vader van Petrus Cornelis Nahuys.